# إرنست غونتر شنك
إرنست غونتر شِنك (من 3 أكتوبر 1904 إلى 21 ديسمبر 1998) كان طبيباً ألمانيا وعضوًا في قوات الأمن الخاصة في ألمانيا النازية. بسبب مواجهة صدفة مع أدولف هتلر خلال الأيام الأخيرة من الحرب العالمية الثانية، أثبتت مذكراته قيمة تاريخية. تعتبر رواياته عن هذه الفترة بارزة في أعمال يواخيم فيست وجيمس ب. أودونيل فيما يتعلق بنهاية حياة هتلر، وأدرجت في فيلم السقوط (2004).

## السيرة الشخصية
ولد شنك في ماربورغ، وتدرب كطبيب وانضم إلى قوات الأمن الخاصة. خلال الحرب، شارك شنك بنشاط في إنشاء مزرعة أعشاب كبيرة في معسكر اعتقال داخاو. في عام 1940، تم تعيينه مفتشًا للتغذية في قوات الأمن الخاصة. وفي عام 1943، طور شنك سجق بروتيني، والذي كان مخصصًا لقوات خط المواجهة SS. في مذكراته، صرح شنك أن همه الوحيد هو تحسين التغذية ومحاربة الجوع. ومع ذلك، أدان تقرير في عام 1963 شنك «بمعاملة البشر كأشياء، وخنازير غينيا». في جمهورية ألمانيا الاتحادية، لاحقاً لم يُسمح لشنك مواصلة مسيرته الطبية، كما ارتبط بمحاولات إروين ليك لتطوير طرق شاملة للوقاية من السرطان.
وفقًا لـ هانز بوتجر مع فرقة لايبشتاندارته أدولف هتلر، ترك شنك منصبه الحكومي للذهاب إلى الجبهة الشرقية لما يسمى بـ «تدريب الصليب الحديدي» خلال الحملة الألمانية الأولى. أثبت شنك نفسه أثناء عمله كطبيب كتيبة. علاوة على ذلك، بدلاً من مجرد التلاعب في طريقه للحصول على الجائزة مثل كثيرين آخرين، وجد شنك نفسه يتولى قيادة بطارية بندقية بعد مقتل القائد. كان أداء شنك «جيدًا» في القتال وحصل على الصليب الحديدي من الدرجة الثانية.

### برلين 1945
في أبريل 1945، خلال معركة برلين، تطوع شنك للعمل في محطة إصابات طارئة تقع في قبو كبير من مستشارية الرايخ، بالقرب من فوربنكر وفوهرربونكر. على الرغم من أنه لم يتم تدريبه كجراح ويفتقر إلى الخبرة، إلا أنه ساعد في العمليات الجراحية الكبرى. وخلال هذه العمليات الجراحية، استعان شنك بالدكتور فيرنر هاس، الذي عمل أيضًا كأحد أطباء هتلر الخاصين. على الرغم من أن هاس كان يتمتع بخبرة جراحية أكثر بكثير من شنك، إلا أنه كان ضعيفًا جدًا بسبب مرض السل، وكان عليه في كثير من الأحيان الاستلقاء أثناء تقديم المشورة الشفهية إلى شنك.
بحلول 28 أبريل، كان مركز الإصابات في حالات الطوارئ في حاجة ماسة للإمدادات الطبية. مع احتدام المعركة، خرج شنك في شاحنة ويرماخت إلى برلين للحصول على الإمدادات الطبية لإعادتها إلى محطة الضحايا. عند عودته إلى محطة الإصابات الطارئة، استأنف شنك مهامه الجراحية. في الأيام السبعة التي عملوا فيها معًا، أجرى شنك وهاسي بعض «ثلاثمائة وسبعين عملية جراحية».
خلال سقوط برلين، رأى شنك هتلر شخصيًا مرتين، لفترة وجيزة فقط: مرة عندما أراد هتلر أن يشكره، الدكتور هاس، والممرضة إرنا فليجيل على خدمات الطوارئ الطبية، ومرة واحدة أثناء «الاستقبال» بعد زواج هتلر من إيفا براون.
تم أسر شنك من قبل الجيش السوفيتي أثناء محاولة «الهروب» في برلين في 1 مايو 1945. بعد استسلامهم، تلقى شنك، وفيلهلم مونكه وضباط ألمان كبار آخرون من المجموعة مأدبة أقامها رئيس أركان جيش الحرس الثامن بإذن من الفريق فاسيلي تشويكوف. في الساعة 10:30 مساءً، تم إيصال الألمان إلى غرفة أخرى حيث تم احتجازهم تحت الحراسة. في الليلة التالية ليوم 3 مايو، تم تسليم شنك وبقية الألمان إلى المفوضية الشعبية للشؤون الداخلية. تم إطلاق سراح شنك من الأسر الروسي في عام 1953 وعاد إلى موطنه (في ذلك الوقت) ألمانيا الغربية. قبل كتابة مذكراته، أجرى أودونيل مقابلة معمقة مع شنك من أجل كتاب The Bunker ، الذي سرد أجزاء من ذكريات شنك عن أيام هتلر الأخيرة. قام شنك بالتحقيق في احتمالية إصابة هتلر بمرض باركنسون. نشر آرائه واستنتاجاته في كتاب المريض هتلر. Eine medizinische Biographie ، في عام 1989. توفي شنك في 21 ديسمبر 1998 عن عمر يناهز 94 عامًا في آخن.